# 24-я гвардейская ракетная дивизия
24-я гвардейская ракетная дивизия — соединение Ракетных войск стратегического назначения СССР.

## История
30 июня 1942 года был сформирован 92-й гвардейский минометный полк, вооруженный пусковыми установками БМ-13.
На его основе в деревне Бёрка близ города Зондерсхаузена в советской зоне оккупации Германии была создана Бригада особого назначения Резерва Верховного Главного командования, формирование которой было завершено к 15 августа 1946 года. Задачей этой бригады были испытательные запуски трофейных ракет ФАУ-2. Бригада была подчинена непосредственно командующему артиллерией Советской Армии, её первым командиром был назначен генерал-майор А. Ф. Тверецкий. К концу ноября 1946 года бригада была полностью готова к пуску ракет. Вначале планировалось провести учебный пуск в Германии, однако по соображениям безопасности это было решено сделать в СССР, и с 3 по 28 августа 1947 года бригада с техникой была перевезена в Капустин Яр на созданный там Государственный Центральный полигон реактивной техники. Первый пуск ракеты ФАУ-2 произошёл там 18 октября 1947 года.
В январе 1948 года бригада была включена в состав 4-го Государственного Центрального полигона, ей было присвоено наименование Особого назначения гвардейская Гомельская ордена Ленина, Краснознамённая, орденов Суворова, Кутузова и Богдана Хмельницкого бригада РВГК и переданы награды 92-го гвардейского миномётного полка.
10 октября 1948 года бригада произвела первый пуск советской ракеты Р-1, которая была почти точной копией ФАУ-2, а 26 октября 1950 года бригада приняла участие в испытаниях ракеты Р-2, которая была принята на вооружение в ноябре 1951 года.
8 декабря 1950 года бригада была переименована в 22-ю гвардейскую Гомельскую ордена Ленина, Краснознамённую, орденов Суворова, Кутузова и Богдана Хмельницкого бригаду особого назначения РВГК, а в октябре 1952 года она была передислоцирована в село Медведь Новгородской области.
В 1957 году один из дивизионов бригады был перевооружён на ракету Р-5М с ядерной боеголовкой.
В 1958 году бригада была переименована в 72-ю гвардейскую Гомельскую ордена Ленина, Краснознамённую, орденов Суворова, Кутузова и Богдана Хмельницкого инженерную бригаду РВГК.
В январе-феврале 1959 года два дивизиона бригады с ракетами Р-5М были направлены в ГДР (в район города Фюрстенберг). Всего на территорию ГДР было доставлено 12 ракет, на боевом дежурстве находились четыре ракетных пусковых установки. С 1 июня 1959 года дивизионы бригады были переформированы в полки. Третий дивизион бригады тогда же был передислоцирован под город Гвардейск Калининградской области. В августе-сентябре 1959 года дивизионы бригады были возвращены из ГДР в СССР и также были дислоцированы под Гвардейском. Надобность в нахождении советских ракет в ГДР отпала, так как 4 марта 1959 года на вооружение была принята ракета Р-12 с дальностью 2000 км.
В июне 1960 года бригада была переформирована в 24-ю гвардейскую ракетную Гомельская ордена Ленина, Краснознаменная орденов Суворова, Кутузова и Богдана Хмельницкого дивизию, которая начала получать на вооружение ракеты средней дальности Р-12. В ней было шесть ракетных полков. В августе 1960 года дивизия была включена в состав 50-й ракетной армии. К концу 1960 года в составе дивизии были:
- Управление (в/ч 14237) — посёлок Знаменск Калининградской области. с октября 1960 года — город Гвардейск;
- 97-й ракетный полк (в/ч 41203) — город Гвардейск, Калининградской области;
- 25-й ракетный полк (в/ч 43190) —- город Советск, Калининградской области;
- 323-й ракетный полк (в/ч 41203) —- посёлок Чернышевское Калининградской области;
- 324-й ракетный полк (в/ч 32158) —- город Укмерге Литовской ССР;
- 330-й ракетный полк (в/ч 14236) — посёлок Знаменск;
- 308-й ракетный полк в/ч 54258) —- город Неман Калининградской области.

С 1 декабря 1961 года 324-й ракетный полк был выведен из состава дивизии и передан 58-й ракетной дивизии.
К 1967 году дивизия окончательно перешла с Р-5М на Р-12.
В мае 1968 года 97-й ракетный полк был выведен из состава дивизии и передан 19-й ракетной дивизии с передислокацией в город Хмельницкий.
В 1978 году 308-й ракетный полк был передислоцирован в Нижний Тагил в состав 42-й ракетной дивизии. В дивизии осталось три полка.
С 1987 года в связи с заключением Договора о ликвидации ракет средней и меньшей дальности началось постепенное расформирование дивизии, и она прекратила существование 31 мая 1990 года.

## Командиры
- генерал-майор Тверецкой Александр Фёдорович	12.06.1946 — 07.08.1948
- полковник Гумиров Василий Иванович (Михайлович?) 07.08.1948 — 15.03.1950
- полковник Иванов Василий Николаевич 15.05.1950 — 21.07.1958
- полковник Холопов Александр Иванович 21.07.1958-06.1960
- генерал-майор Егоров Виктор Михайлович 16.07.1971 — 29.08.1975
- генерал-майор Субботин Владимир Викторович 01.09.1975 — 19.12.1980
- генерал-майор Поленков Геннадий Михайлович 20.12.1980 — 15.12.1986
- генерал-майор Копейкин Александр Николаевич 15.12.1986 — 12.1990

## Награды
| Награды / наименования                    | Дата награждения     | За что                          |
| ----------------------------------------- | -------------------- | ------------------------------- |
| «Гвардейский»                             | 30 июня 1942 года    | при формировании                |
| орден Красного Знамени                    | 15 марта 1943 года   |                                 |
| почётное наименование «Гомельский»        | 26 ноября 1943 года  | За освобождения Гомеля          |
| орден Ленина                              | 30 июня 1944 года    | За овладении городом Бобруйском |
| орден Суворова третьей степени            | 19 февраля 1945 года |                                 |
| орден Богдана Хмельницкого второй степени | 24 апреля 1945 года  |                                 |
| орден Кутузова третьей степени            | 21 июня 1945 года    |                                 |